# GE Evolution Series
Die General Electric Evolution Series ist eine bedeutende Plattform sechsachsiger dieselelektrischer Lokomotiven für den Güterverkehr in Nordamerika und weltweit. Sie wurden von GE Transportation Systems, nun Wabtec, für den Tier-2-Emissionsstandard entwickelt und ab 2005 produziert. Wegen ihres zwölfzylindrigen GEVO-Dieselmotors werden die Lokomotiven auch als GEVOs bezeichnet. Die Evolution Series löste in Nordamerika die C44-9W mit der ES44DC und die AC4400CW mit der ES44AC ab.
Wabtec vertreibt auch stark abweichende Lokomotiven mit GEVO-Motor für den internationalen Markt wie die TFR-Klasse 44 oder die ТЭ33А als Evolution Series. Der Bezeichnung wird dabei ein „i“ für „international“ hinzugefügt, z. B. ES40ACi.
Die Bahngesellschaften BNSF, Canadian National, Canadian Pacific, CSX, Norfolk Southern und Union Pacific erhielten jeweils mindestens 250 Lokomotiven verschiedener Versionen.

## Bezeichnung
Die Lokomotiven erhalten ihren Namen nach folgendem Schema:
- ES für Evolution Series beziehungsweise ET für Evolution Tier 4. Letztere Bezeichnung erhalten alle Lokomotiven, die die seit 2015 verpflichtenden Tier-4-Abgasnormen erfüllen.
- Leistung in Horsepower, zum Beispiel 44 für 4400 hp Leistung
- zusätzliche Information: AC für die Verwendung von Wechselstrom-Fahrmotoren, DC für Gleichstrom-Fahrmotoren und C4 für eingebaute sechsachsige Drehgestelle mit nur vier Fahrmotoren (Achsfolge (A1A)(A1A))
- Bei den international verkauften Lokomotiven wird ein i am Ende hinzugefügt.

Eine ET44AC ist folglich eine Lokomotive mit einer Leistung von 4400 hp und Wechselstrom-Fahrmotoren, die die Tier-4-Abgasnorm erfüllt.

## Nordamerikanischer Markt

### ES44AC
Als Nachfolger der AC4400CW wurde die ES44AC verkauft. Diese Lokomotiven verfügen über eine Leistung von 4400 hp (3280 kW) und Wechselstrom-Fahrmotoren (AC). Die ES44AC ist die meist produzierte Version der Evolution Series mit über 3700 Lokomotiven.

### ET44AC
Ab 2015 wird das Modell ET44AC produziert, das die Tier-4-Richtlinie einhält und sich äußerlich vor allem durch größere Radiatoren am Ende der Lokomotive von der ES44AC unterscheidet.

### ES44DC
Die ES44DC sind statt mit Wechselstrom- mit Gleichstrom-Fahrmotoren (DC) ausgerüstet. 700 Lokomotiven konnten an BNSF Railway und 300 Lokomotiven an CSX Transportation verkauft werden.

### ES44C4

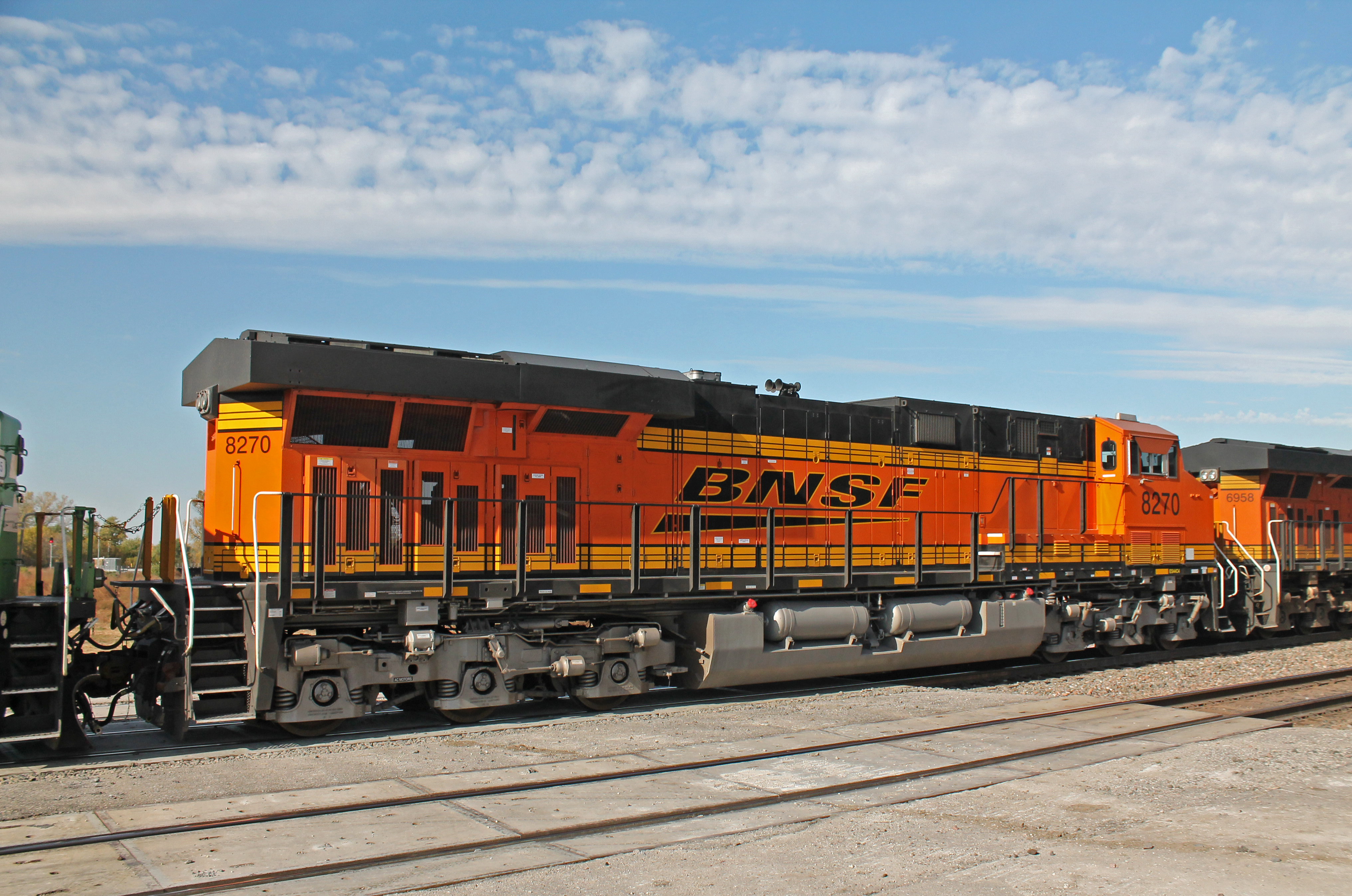
ES44C4 der BNSF

Für die BNSF Railway wurde eine Variante der ES44AC mit lediglich vier statt sechs Fahrmotoren produziert. Daraus resultiert die Achsformel (A1A)(A1A). GE lieferte über 1000 Lokomotiven aus. Weitere 275 Diesellokomotiven stellte die BNSF von der Weiterentwicklung für den Tier-4-Standard, der ET44C4, in Dienst.

### ES40DC
Etwa 200 Lokomotiven dieses Typs erhielt die Norfolk Southern zwischen 2004 und 2008. Analog zur früheren Lieferung von Dash-9-40CW-Lokomotiven an die NS ist die Leistung dieser Lokomotiven durch Software auf 4000 hp begrenzt.

## Internationale Versionen

### ES40ACi/Klasse 44

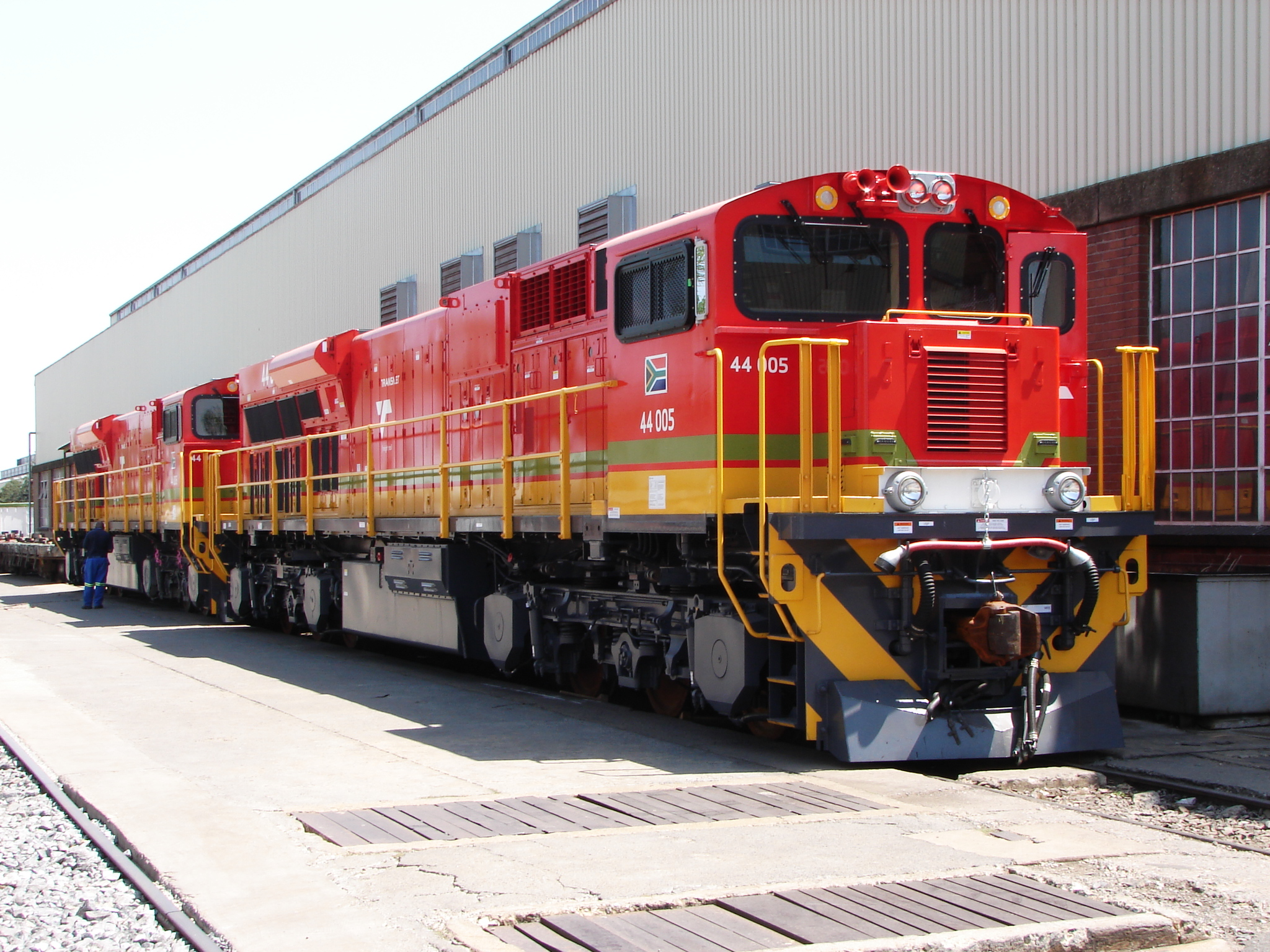
Klasse 44 von Transnet Freight Rail in Südafrika

Für Transnet Freight Rail wurde eine kapspurige Version entwickelt. 233 Lokomotiven der Klasse 44 werden seit 2015 in Lizenz gebaut.

### ТЭ33А
In Kasachstan werden seit 2009 über 250 breitspurige Diesellokomotiven der Baureihe ТЭ33А mit GEVO-Motor für die Qasaqstan Temir Scholy gefertigt. Die Lokomotiven unterscheiden sich von den „klassischen“ Evolution Series unter anderem durch ein zusätzliches Führerhaus.

### ES59ACi/HXN5

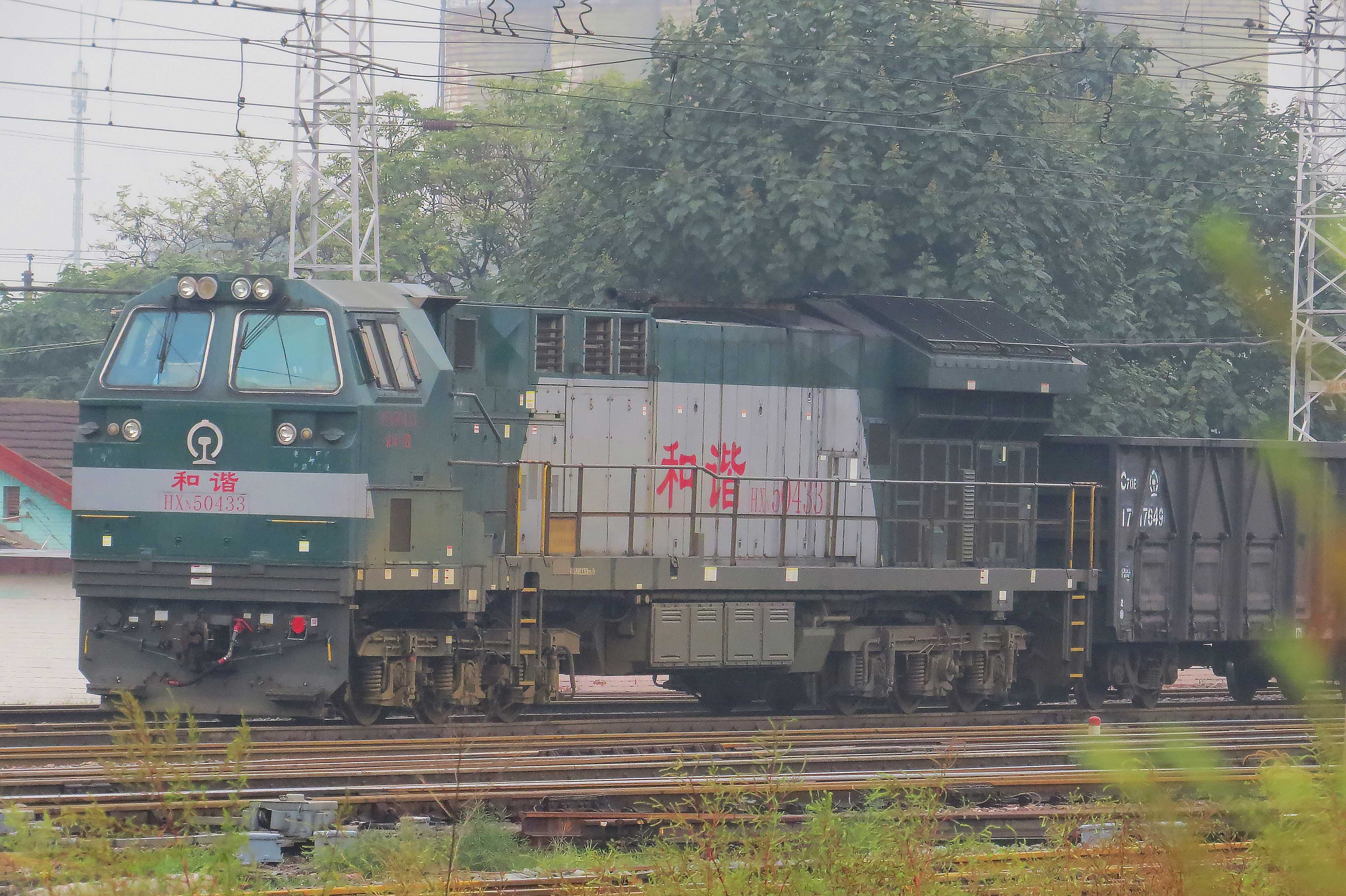
HXN5 (ES59ACi) in China

Zu den mit 4660 kW leistungsstärksten Diesellokomotiven von GE zählen 300 Lokomotiven der Baureihe HXN5 der chinesischen Eisenbahn. Die HXN5 wurden von 2008 bis 2010 zum Großteil in China gefertigt.

### Indien
Mit Großaufträgen über 700 Lokomotiven der Baureihe WDG-4G (ES44ACi) und 300 Lokomotiven der Baureihe WDG-6G (ES58ACi) im Jahr 2015 spielt Wabtec bei der Fahrzeugbeschaffung von Indian Railways eine große Rolle.

### ES43ACmi
Für die rund 622 Kilometer lange, normalspurige Erzbahn vom Hafen in Morebeya nach Simandou im westafrikanischen Guinea liefert Wabtec eine Variante der Evolution Series mit 3.356 kW (4.500 hp) und zwei Führerständen. Die Auslieferung begann im Mai 2025.

## FLXdrive
Wabtec entwickelt eine sechsachsige batterieelektrische Lokomotive mit 4400 hp Leistung. Nach Herstellerangaben kann sie etwa eine halbe Stunde mit maximaler Leistung verkehren. Für den Betrieb bei der BHP Group in Australien wurde der Energiespeicher auf 7 MWh gesteigert. Die Lokomotiven sollen ab 2023 mit Diesellokomotiven gemischt verkehren und durch rekuperatives Bremsen den Treibstoffverbrauch im Betrieb senken. Die Lokomotiven sollen in der Serienausführung 890 kN Anfahrzugkraft und maximal 8,5 MWh Batteriekapazität besitzen.